# Конституционный референдум в Экваториальной Гвинее (2011)
Конституционный референдум прошел в Экваториальной Гвинее 13 ноября 2011 года. По итогам действующему президенту Теодоро Обиангу Нгеме Мбасого (правившему с 1979 года) было позволено баллотироваться ещё как минимум на два семилетних срока, а также учредить должность вице-президента. Должность вице-президента вводилась для его сына Теодор Нгема Обианг Мангу в рамках подготовки к династической преемственности.

## Предыстория
Предложения об изменении конституции страны включали в себя обнуление срока полномочий президента Теодоро Обиангу Нгеме Мбасого, что разрешило бы ему баллотироваться на ещё два семилетних срока. Также были предложения об отмене возрастных ограничений, что позволило бы 69-летнему президенту Теодоро Обиангу баллотироваться и тогда, когда ему исполнилось бы 75 лет. Изменения в конституцию были поддержаны правительством страны как демократический шаг, так как планировалось добавить ограничение на количество сроков полномочий президента, о чем сообщали государственные СМИ. Также принятие изменений в конституцию позволило бы президенту создать должность вице-президента, предположительно для его сына Теодора Нгемы Обианга Мангу, который в то время находился под следствием в США и Франции по делу об отмывании денег.

## Мнения
Многие обозреватели назвали референдум — незаконным, так как были зафиксированы многочисленные нарушения на выборах и случаи запугивания наблюдателей, пытающихся следить за подсчетом голосов. Они также указывали на то, что голоса подсчитывали люди, близкие к правительству. Лидер оппозиции Пласидо Мико Абого заявил, что отозвал наблюдателей на выборах после угроз насилия, в том числе одного из молодых сторонников, который утверждал, что ему «угрожал пытками полковник». Несмотря на эти сообщения, правительство заявило, что голосование прошло мирно и законно. Также были опасения, что положение об ограничении сроков полномочий не будет применяться ретроспективно, что позволит Теодоро Обиангу снова баллотироваться в 2016 году, что он и сделал.